# Konsumentkooperation
Konsumentkooperation bygger på att enskilda hushåll går samman i kooperativ, i Sverige vanligen i form av ekonomiska föreningar, för att gemensamt anskaffa varor. Föreningarna kan kallas konsumentföreningar, konsumtionsföreningar, hushållsföreningar eller dylikt. 
Den 20 januari 1832 innehöll Post- och Inrikes Tidningar en notis om Co-operativ-systemet i England.
Den första föreningen bildades 1844 av vävarna vid en textilfabrik i Rochdale i England, cirka 20 km norr om Manchester. Idén spreds snabbt till andra industri- och gruvarbetare runtom i England. 
Redan på 1850-talet kom idén till Sverige. I Sverige var idén under lång tid mycket framgångsrik, bland annat genom nära samarbete med de fackliga och socialdemokratiska folkrörelserna. Den största delen av svensk konsumentkooperation organiseras under Kooperativa Förbundet (KF), se artikel. 
Konsumentkooperationen har internationellt försvagats sedan 1960- och 1970-talen. De stora centrala förbunden har försvunnit i bland annat Tyskland, och försvagats avsevärt i Storbritannien och Sverige. Sedan 1970-talet har däremot små lokala kooperativ uppstått som inte alltid har den traditionella fokuseringen på sänkta kostnader som medlemsnytta, utan kan ha ekologiska eller u-landssolidariska huvudmål.